# Рафаїл

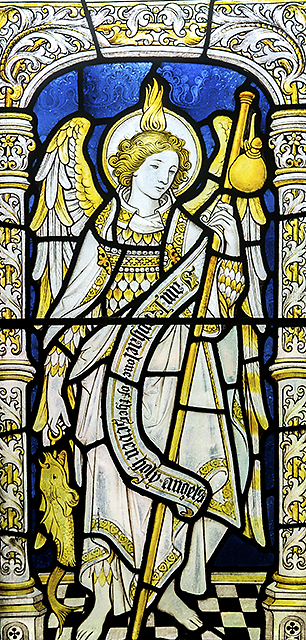
Архангел Рафаїл.
Вітраж з Честерського собору

Рафаї́л (Зцілення Господнє) — один з семи святих архангелів (архистратигів).
Рафаїл — ангел Любові, Божий цілитель, лікар, чудотворець, цілитель землі, тварин та духів, посилається Богом для зцілення людей та лікування землі. Рафаїл дав ліки та цілющі формули Ною.
Доктор медицини на івриті — слово рофе, пов'язане з тим ж словом коренем, що і Рафаїл. Рафаїл згадується в Біблії, а саме в Книзі Товита.
Уже в VII столітті у Венеції існував храм святого архангела Рафаїла. У тому самому столітті іспанське місто Кордова оголосило його своїм патроном. Його вшановують як покровителя сім'ї і подружніх відносин, аптекарів, хворих, лікарів, емігрантів, паломників, утікачів, подорожніх, моряків.
На іконах архангела Рафаїла частіше зображають юнаком, одягнутим в туніку, цей образ взятий із Книги Товита. До його атрибутів належать: хрест, палиця паломника, деколи — риба й посудина. У візантійській іконографії св. Рафаїл має більш традиційний вигляд, атрибути — жезл і сфера.
Рафаїл деколи зображується (зазвичай на медальйонах) стоячим наверху великої риби або тримаючим на кінцівці зловлену рибу. Ці ілюстрації — посилання до біблійної Книга Товита, де він каже Товії зловити рибу, а потім використовує жовчний міхур, щоб зцілити очі Товії й вигнати демона блуда й розпусти Асмодея геть шляхом спалення серця та печінки.
Св. Рафаїл, як ангел Любові, є небесним антагоністом Асмодея, у зв'язку з чим християни практикують молитви до св. Рафаїла при сімейних проблемах, пов'язаних із впливами темних сил.

## Постать Рафаїла в книзі Еноха
У Книзі Еноха (біблійний апокриф) Рафаїл зв'язав Азазеля (прототип Сатани) під пустелею, що зветься Дудаель:
І знову сказав Господь Рафаїлу: «Звяжи Азазеля за руки і ноги і кинь його в темряву: і зроби отвір в пустелі, що в Дудаелі, і кинь його туди. І встанови над ним грубе та тверде каміння, і покрий його темрявою, і нехай він там проживає навіки, і покрий його лице, щоби він не побачив світла. І на день великого суду він буде вкинений у вогонь» (10:5-7).